# Ка Перлина (Форли-Чезена)
Ка Перлина је насеље у Италији у округу Форли-Чезена, региону Емилија-Ромања.
Према процени из 2011. у насељу је живело 49 становника. Насеље се налази на надморској висини од 35 м.